# Broadcast to the World
Broadcast to the World è il sesto album degli Zebrahead. Quest' album è stato registrato con il cantante e chitarrista Matty Lewis, che ha sostituito il vecchio cantante Justin Mauriello, passato agli I Hate Kate.

## Tracce
1. Broadcast to the World – 3:16
2. Rated "U" for Ugly – 3:01
3. Anthem – 3:33
4. Enemy – 2:56
5. Back to Normal – 3:40
6. Postcards from Hell – 2:45
7. Karma Flavored Whisky – 4:07
8. Here's to You – 3:07
9. Wake Me Up – 3:49
10. Lobotomy for Dummies – 2:36
11. The Walking Dead – 3:09
12. Your New Boyfriend Wears Girl Pants – 4:28

### Tracce bonus (versione giapponese)
1. Riot Girl – 3:18
2. Down in Flames – 7:23 – (durata reale 3:00. Contiene le tracce nascoste Get On The Bus [4:20 - 5:40] e Hit It Again [6:40 - 7:23])

## Formazione
- Matty Lewis – voce e chitarra
- Ali Tabatabaee – voce
- Greg Bergdorf – chitarra
- Ben Osmundson – basso
- Ed Udhus – batteria